# 何敏怡
何敏怡（英語：Yulia Ho Man Yee，1992年4月2日—），藝名芸雅，是一名香港女演員、模特兒。

## 簡歷
何敏怡在中學時期是一位運動員，並選修讀體育科，曾獲得多項獎項。於2014年，台灣新竹市國際功夫武術散打邀請賽榮獲冠軍，同年首次參演微電影拍攝《我的世界不能沒有你》與蔡瀚億共同主演，並獲得網上評審最佳女主角獎。
直到2018年參演無綫電視《美女廚房》，脫穎而出成為美女學徒而受人注目正式加入娛樂圈，之後參與過大大小小不同的拍攝（參考下面表格）。最令人印象深刻是於《戰毒》擔任吳卓羲（程天）的妹妹（程雅詩）。
2021年10月，何敏怡宣佈改用新藝名。至於藝名芸雅，另外的意思是指『荷花』。

### 綜藝節目
| 首播     | 節目名       | 備註               |
| ViuTV    |              |                    |
| 2016年   | 煮餐飯有幾難 | 參加者；主持黃心美 |
| 無綫電視 |              |                    |
| 2018年   | 美女廚房     | 演出（美女學徒）   |

### 劇集
| 首播                        | 劇名               | 角色                               |
| ViuTV                       |                    |                                    |
| 2019年                      | 黑市—不義肢        | 飾 張松枝（茹定國）妻子            |
| 2022年                      | 百萬同居計劃       | 飾 年輕霍姐（簡慕華飾霍美玲/霍姐） |
| 2023年                      | 社內相親           | 飾 高賦國際飲食集團食品研發部經理  |
| 2024年                      | 無用的謊言         | Carmen                             |
| 2025年                      | 老是常出現         | 年輕蓮妹                           |
| 2025年                      | 弊傢伙！我要去祓魔 | 「Luckyland」學員                  |
|                             | 社畜再培訓先導計劃 | Miss Wong                          |
| 騰訊視頻、優酷、愛奇藝、Viu |                    |                                    |
| 2019年                      | 戰毒               | 飾 程雅詩 吳卓羲（程天）妹妹       |

### 微電影
- 2018年：《機遇》飾 Emily 與 李璧琦 主演
- 2020年：《STEPS》飾 女神同事 與 林耀聲、黃子雄 主演
- 2021年：《原來我什麼都能戒掉…除了你》飾 阿寶(女主角)
- 2021年：《貓頭鷹 The Owl》飾 何穎芝(女主角)
- 2025年：康文署博物館-香港心度遊（康文故事）飾 文文(女主角)

## 外部連結
- 何敏怡的Instagram帳戶
- 何敏怡的Facebook專頁
- 沙灘執垃圾執到副骸骨　何敏怡呼籲守護海洋 （页面存档备份，存于）